# 1640
| [ Edytuj tabelę ]              | |
| Król Polski                    | - 1632 Władysław IV Waza 1648 |
| Współksiążęta Andory           | - 1634 Pau Duran 1651 - 1610 Ludwik XIII 1643                                                                                                   |
| Król Anglii i Szkocji          | - 1625 Karol I 1649 |
| Elektor Bawarii                | - 1623 Maksymilian I Bawarski 1651 |
| Elektor Brandenburgii          | - 1619 Jerzy Wilhelm 1640 - 1640 Fryderyk Wilhelm 1688                                                                                          |
| Sułtan Brunei                  | - 1619 Abdul Jailul Akhbar 1649 - 1625 Muhammad Ali 1660                                                                                        |
| Cesarz Chin                    | - 1627 Chongzhen 1644 |
| Król Czech                     | - 1637 Ferdynand III Habsburg 1657 |
| Król Danii                     | - 1588 Chrystian IV 1648 |
| Dalajlama                      | - 1617 Lobsang Gjaco 1682 |
| Cesarz Etiopii                 | - 1632 Fasiledes 1667 |
| Król Francji                   | - 1610 Ludwik XIII 1643 |
| Król Hiszpanii                 | - 1621 Filip IV 1665 |
| Landgraf Hesji-Kassel          | - 1637 Wilhelm VI Sprawiedliwy 1663 |
| Stadhouder Holandii            | - 1625 Fryderyk Henryk Orański 1647 |
| Szach Iranu                    | - 1629 Safi I 1642 |
| Państwo Wielkich Mogołów       | - 1627 Szahdżahan 1658 |
| Król Irlandii                  | - 1625 Karol I Stuart 1649 |
| Cesarz Japonii                 | - 1629 Meishō 1643 |
| Kalif                          | - 1623 Murad IV 1640 - 1640 Ibrahim I 1648 |
| Patriarcha Konstantynopola     | - 1639 Parteniusz I 1644 |
| Władca Korei                   | - 1623 Injo 1649 |
| Książę Kurlandii i Semigalii   | - 1587 Fryderyk Kettler 1642 |
| Książę Liechtensteinu          | - 1627 Karol Euzebiusz 1684 |
| Książę Monako                  | - 1612 Honoriusz II 1662 |
| Król Nawarry                   | - 1610 Ludwik XIII 1643 |
| Król Norwegii                  | - 1588 Chrystian IV 1648 |
| Sułtan Omanu                   | - 1624 Nasir ibn Murszid 1649 |
| Elektor Palatynatu             | - 1623 Maksymilian I Bawarski 1648 |
| Papież                         | - 1623 Urban VIII 1644 |
| Książę Parmy i Piacenzy        | - 1622 Edward I 1646 |
| Król Portugalii                | - 1621 Filip III 1640 - 1640 Jan IV 1656 |
| Książę w Prusach               | - 1620 Jerzy Wilhelm 1640 - 1640 Fryderyk Wilhelm Wielki Elektor 1688                                                                           |
| Car Rosji                      | - 1613 Michał I 1645 |
| Cesarz Rzymski (niemiecki)     | - 1637 Ferdynand III Habsburg 1657 |
| Kapitanowie Regenci San Marino | - 1639 Fulgenzio Maccioni Annibale Loli 1640 - 1640 Marc'Antonio Bonetti Giuliano Belluzzi 1640 - 1640 Giambattista Belluzzi Federico Gozi 1641 |
| Elektor Saksonii               | - 1611 Jan Jerzy I Wettyn 1656 |
| Król Szwecji                   | - 1632 Krystyna Waza 1654 |
| Król Tajlandii                 | - 1630 Prasat Thong 1655 |
| Sułtan Turków                  | - 1623 Murad IV 1640 - 1640 Ibrahim I 1648 |
| Doża Wenecji                   | - 1631 Francesco Erizzo 1646 |
| Król Węgier                    | - 1637 Ferdynand IV 1654 |
| Książęta Wirtembergii          | - 1628 Eberhard III 1674 |

Rok 1640 / MDCXL
stulecia: XVI wiek ~
XVII wiek ~
XVIII wiek

lata: 1630 «
1635 «
1636 «
1637 «
1638 «
1639 «
1640
» 1641
» 1642
» 1643
» 1644
» 1645
» 1650

## Wydarzenia w Polsce
- 19 kwietnia-1 czerwca – w Warszawie obradował sejm zwyczajny[1].

- Jan Heweliusz założył w Gdańsku własne obserwatorium.
- Janów Lubelski otrzymał prawa miejskie.

## Wydarzenia na świecie
- 17 stycznia – Wojna holendersko-portugalska o Brazylię: flota holenderska odniosła zwycięstwo w bitwie u wybrzeży wyspy Itamaracá.
- 26 marca – szwedzka królowa Krystyna Waza założyła uniwersytet w Turku (Turun Yliopisto).
- 29 marca – młodemu hiszpańskiemu rolnikowi Miguelowi Pellicerowi rzekomo odrosła noga, amputowana 2,5 roku wcześniej (cud z Calandy).
- 13 kwietnia – król Anglii Karol I Stuart zwołał tzw. Krótki Parlament.
- 5 maja – Karol I Stuart rozwiązał Krótki Parlament.
- 22 maja – w Katalonii wybuchło antyhiszpańskie powstanie, tzw. wojna żeńców.
- 7 czerwca – w Barcelonie wybuchło powstanie antykrólewskie (tzw. wojna żniwiarzy).
- 28 sierpnia – II wojna biskupia: zwycięstwo Szkotów nad Anglikami w bitwie pod Newburn.
- 26 października – wojny biskupów: traktat w Ripon.
- 1 grudnia
  - w wyniku antyhiszpańskiego powstania Portugalia uzyskała niepodległość. W miejsce Filipa III na tron został wyniesiony Jan IV.
  - Fryderyk Wilhelm I został księciem Prus i elektorem brandenburskim.
- 15 grudnia – Jan IV został koronowany na króla Portugalii.

- Konrad Bamber został wybrany burmistrzem Wiednia.
- Ignacy Szymon I został wybrany syryjsko-prawosławnym patriarchą Antiochii.
- W Paryżu pojawiły się pierwsze fiakry.
- Christopher Potter został wybrany wicekanclerzem Uniwersytetu Oksfordzkiego.
- Biskup Sveinsson odkrył najstarszy zabytek islandzkiego piśmiennictwa Eddę starszą.

## Urodzili się
- 1 lutego – Leon Ferdynand Henckel von Donnersmarck, baron i hrabia cesarstwa, pan, potem także wolny pan stanowy Bytomia (zm. 1699)
- 7 kwietnia - Jerzy Albrecht Denhoff, kanclerz wielki koronny, biskup kamieniecki, przemyski, krakowski
- 31 maja – Michał Korybut Wiśniowiecki, król Polski (zm. 1673)
- 9 czerwca – Leopold I Habsburg, cesarz rzymski, król czeski i węgierski (zm. 1705)
- 10 czerwca – Jan Dobrogost Krasiński, hrabia, wojewoda płocki (zm. 1717)
- 21 września – Filip I Burbon-Orleański, książę orleański (zm. 1701)
- 29 września − Antoine Coysevox, francuski rzeźbiarz barokowy (zm. 1720)
  - Jerzy Albrecht Denhoff (lub Doenhoff), kanclerz wielki koronny, biskup kamieniecki, przemyski i krakowski (zm. 1702)
  - Philippe de Vaudreuil, francuski żołnierz i administrator, gubernator generalny Nowej Francji (zm. 1725)

## Zmarli
- 30 stycznia – Hiacynta Mariscotti, włoska zakonnica, święta katolicka (ur. 1585)
- 2 lutego – Joanna de Lestonnac, francuska zakonnica, święta katolicka (ur. 1556)
- 9 lutego − Murad IV, sułtan turecki z dynastii Osmanów (ur. 1612)
- 17 marca − Philip Massinger, angielski dramaturg (ur. 1583 lub 1584)
- 2 kwietnia – Maciej Kazimierz Sarbiewski, polski poeta neołaciński i teoretyk literatury epoki baroku (ur. 1595)
- 10 kwietnia − Agostino Agazzari, włoski kompozytor (ur. 1578)
- 30 maja − Peter Paul Rubens, malarz flamandzki epoki baroku (ur. 1577)
- 13 września – Maria od Jezusa López de Rivas, hiszpańska karmelitanka, błogosławiona katolicka (ur. 1560)
- 1 grudnia − Jerzy Wilhelm Hohenzollern, elektor Brandenburgii i książę Prus (ur. 1595)
- 9 grudnia – Piotr Fourier, francuski kanonik laterański, święty katolicki (ur. 1565)
- 31 grudnia – Jan Franciszek Regis, francuski jezuita, święty katolicki (ur. 1597)

- data dzienna nieznana: 
  - Francesca Caccini, włoska śpiewaczka i kompozytorka (ur. 1587)
  - Pedro de Teixeira, portugalski żeglarz i odkrywca (ur. ?)

## Święta ruchome
- Tłusty czwartek: 16 lutego
- Ostatki: 21 lutego
- Popielec: 22 lutego
- Niedziela Palmowa: 1 kwietnia
- Wielki Czwartek: 5 kwietnia
- Wielki Piątek: 6 kwietnia
- Wielka Sobota: 7 kwietnia
- Wielkanoc: 8 kwietnia
- Poniedziałek Wielkanocny: 9 kwietnia
- Wniebowstąpienie Pańskie: 17 maja
- Zesłanie Ducha Świętego: 27 maja
- Boże Ciało: 7 czerwca